# Ефремов
Ефремов (на руски: Ефремов) е град в Русия, административен център на Ефремовски район, Тулска област. Населението на града през 2010 година е 42 200 души.

## География
Градът се намира на 200 метра надморска височина, на 310 км южно от столицата Москва и на 149 км от град Тула.